# Spólnik
Spólnik [pronunciación en polaco: /ˈspulnik/] es un pueblo ubicado en el distrito administrativo de Gmina Sompolno, dentro del Distrito de Konin, Voivodato de Gran Polonia, en el oeste de Polonia central. Se encuentra aproximadamente a 4 kilómetros al este de Sompolno, a 29 kilómetros al noreste de Konin, y a 112 kilómetros al este de la capital regional Poznań.
El pueblo tiene una población de 30 habitantes.